# 李試
李試（？—？），江南丹徒縣人，清朝政治人物、貢士出身。
康熙年間，貢士出身。康熙十七年，擔任山西介休縣知縣。